# Moretó (Argelaguer)
Moretó, també escrit Morató, és un mas a la plana, proper al nucli urbà d'Argelaguer (la Garrotxa). Es tracta d'un gran casal de planta rectangular i ampli teulat a dues aigües, amb els vessants vers les façanes principals. Disposa de baixos i dos pisos superiors.
Es destaca la façana de ponent amb dos pisos d'arcades; cada un d'ells té cinc obertures de punt rodó. Les altres tres façanes de la masia de Morató disposen de petites obertures distribuïdes asimètricament; el casal va ésser bastit amb pedra poc escairada del país, llevat dels carreus ben tallats que s'empraren per fer les cantonades.
No es disposa de dades històriques sobre el mas Morató però per la seva estructura arquitectònica es tracta d'una obra realitzada al segle xviii, amb una ampliació pel costat oest feta en el decurs de la centúria següent.